# Лампертико, Феделе
Феделе Лампертико (итал. Fedele Lampertico; 1833, Виченца — 1906, там же) — итальянский экономист и сенатор.
В своём курсе политической экономии («Economia del popoli е degli stati», Мил., 1874—1884) Лампертико во многом примыкает к германской исторической школе. Когда Франческо Феррара в 1874 году бросил большинству итальянских экономистов упрёк в том, что они «германисты, социалисты и развратители итальянского юношества», Лампертико стал одним из инициаторов конгресса экономистов, состоявшегося в Милане в 1875 году, с целью публично выразить воззрения тех, что не веруют слепо, что «наука родилась и скончалась вместе с Адамом Смитом и его не всегда счастливыми комментаторами».

## Главные труды Лампертико
- «La Statistica in Italia prima dell’Achenwaal» (Падуя, 1855);
- «Della statistica come scienza in générale et di Melchiore Gioja in particolare» (Рим, 1879);
- «Sullo spese di culto» (Виченца, 1879);
- «Sulla statistica teorica etc.» (Рим, 1879);
- «Scritti storici e letterari» (Флор., 1882—1883);
- «Il credito» (Мил., 1884) и др.

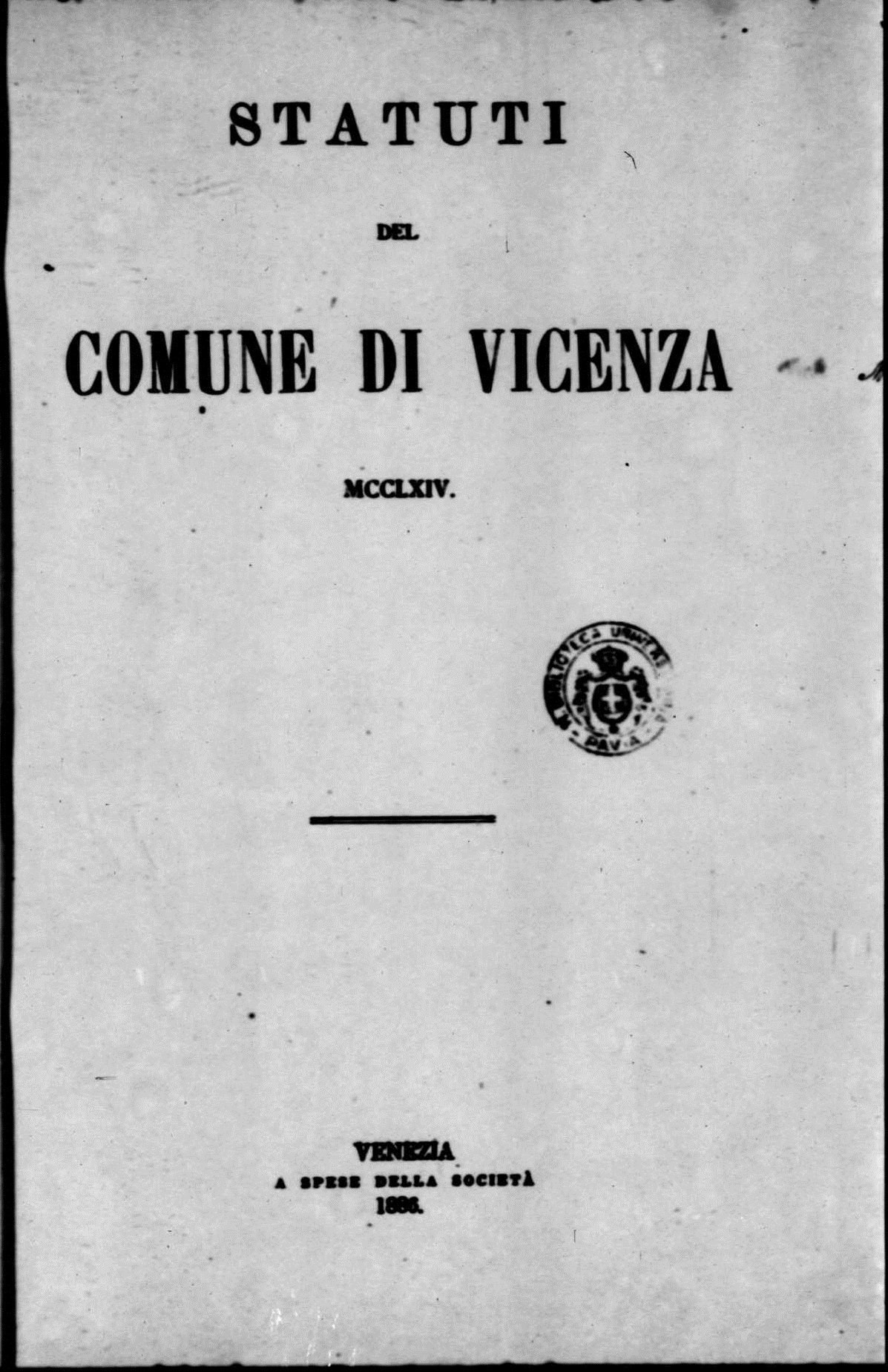
Statuti del Comune di Vicenza, 1886